# Жизнь прекрасна (фильм, 1997)
«Жизнь прекрасна» (итал. La vita è bella) — итальянская трагикомедия 1997 года. В главных ролях: Роберто Бениньи, Николетта Браски.
Сразу после выхода картина получила широкое международное признание. В 1998 году фильму был присуждён Гран-при Каннского кинофестиваля, в том же году кинолента была представлена на премию «Оскар» в семи номинациях («Лучшая музыка», «Лучшая мужская роль», «Лучший фильм», «Лучший иностранный фильм», «Лучший сценарий», «Лучшая режиссура», «Лучший монтаж»). Две статуэтки получил Роберто Бениньи как лучший актёр и как режиссёр лучшего иностранного фильма, за музыкальное сопровождение к ленте «Оскар» получил Никола Пьовани.

## Сюжет
Италия, 1939 год. Из деревни в Ареццо приезжает жизнерадостный еврей Гвидо (Роберто Бениньи), случайно встретив школьную учительницу Дору (Николетта Браски), он влюбляется в неё с первого взгляда. Он покоряет её своими «волшебными» совпадениями, своей безграничной искренностью и невероятным чувством юмора. Дора и Гвидо женятся, открывают свой книжный магазинчик и становятся родителями сына Джозуэ. Так заканчивается первая комедийно-романтическая часть фильма, затем начинается вторая — трагическая.
В Италии времён Второй мировой войны нарастают нацистские настроения, начинаются гонения на евреев. Гвидо с маленьким сыном, вместе с прочими евреями, отправляют в концентрационные лагеря, где под видом душа немощных стариков и детей убивают в газовых камерах. По прибытии отец сыну объясняет, ради спасения, что всё происходящее есть игра, призом в которой будет танк. Для получения главного приза необходимо набрать 1000 очков, очки даются при безусловном исполнении ряда правил: запрещается показываться на глаза солдатам, плакать, жаловаться и просить есть. Ребёнок, несмотря на смерть, боль и кровь вокруг, верит словам своего папы, что это только игра.
Игра продолжается, пока приближающиеся американские войска не приводят начальство лагеря в панику. Гвидо говорит сыну, что наступила последняя часть игры, и теперь нужно спрятаться и не выходить, пока всё вокруг не стихнет. Гвидо прячет сына, а сам бежит искать жену, но случайно попадается на глаза нацистам. Один из солдат берёт его под конвой, отводит за угол и расстреливает. Американские войска освобождают лагерь. Когда мальчик видит танк, он бежит ему навстречу. Из танка показывается молодой американский солдат и берёт мальчика прокатиться. Джозуэ понимает, что его отец был прав, игра окончена, он — победитель, а танк — его приз! В финале Джозуэ воссоединяется с матерью.

## В ролях
- Роберто Бениньи — Гвидо Орефиче (итал. Guido Orefice)
- Николетта Браски — Дора Орефиче (итал. Dora Orefice)
- Джорджо Кантарини[англ.] — Джозуэ Орефиче (итал. Giosuè Orefice)
- Джустино Дурано[итал.] — дядя Элизео (итал. Eliseo)
- Хорст Буххольц — доктор Лессинг (итал. Lessing)
- Мари́са Паре́дес — мать Доры
- Серджо Бини Бустрик — Ферруччо Папини (итал. Ferruccio Papini)
- Америго Фонтани — Родольфо (итал. Rodolfo)
- Лидия Альфонси — Гиччардини(итал. Guicciardini)
- Джулиана Лойодице — директор
- Пьетро Десильва — Бартоломео (итал. Bartolomeo)
- Франческо Гуццо — Витторино (итал. Vittorino)
- Рафаэлла Лебборони — Елена (итал. Elena)
- Клаудио Альфонси — друг Родольфо
- Джил Барони — префект
- Эннио Консальви — генерал Грациози
- Аарон Крейг — водитель танка
- Альфьеро Фаломи — король

## История создания
В основе сюжета фильма лежит биография Рубино Ромео Сальмони — итальянского еврея, узника Освенцима. Сценарий фильма создан по мотивам книги Сальмони «Я победил Гитлера» («Alla fine ho sconfitto Hitler», Rubino Romeo Salmonì), в которой он описывает своё пребывание в лагере смерти. Сальмони умер в июле 2011 года.
По словам режиссёра, название фильма было взято из «Завещания» Льва Троцкого, в котором есть слова: «Жизнь прекрасна. Пусть грядущие поколения очистят её от зла, гнёта, насилия и наслаждаются ею вполне».
Частично съёмки фильма проходили в Ареццо, на родине режиссёра.

## Оценки

### Критика
В 2002 году критик Би-би-си Том Доусон написал, что «фильм, по-видимому, задуман, как дань силам воображения, невинности и любви при самых страшных обстоятельствах», но «сентиментальная фантазия Бениньи уменьшает страдания жертв Холокоста».
В 2006 году комедийный режиссёр Мел Брукс негативно отозвался о фильме, отметив, что Бениньи не понимает, что юмор неприемлем в этой теме, так как он сам не еврей и члены его семьи не были убиты в концентрационных лагерях.
Нобелевский лауреат Имре Кертес, напротив, утверждает, что те, кто считает фильм комедией, а не трагедией, упустили смысл фильма. Он привлекает внимание к тому, что он называет «конформизмом Холокоста» в кино.
На сайте Rotten Tomatoes фильм имеет «свежий» рейтинг 80 %, основанный на 87 отзывах критиков, со средним баллом 8 из 10.
Фильм получил высокую оценку итальянской прессы, а Бениньи считался «национальным героем».
Папа Иоанн Павел II, побывавший на частном показе картины, включил его в пятёрку своих любимых фильмов.
Майкл О’Салливан, пишущий для Вашингтон пост, назвал его «грустным, смешным и запоминающимся».
Джанет Маслин написала в Нью-Йорк Таймс, что фильм взял «колоссальное количество злости», но «так как г-н Бениньи может быть душераздирающим без ненужной болтовни, это работает».
Кеннет Туран из Los Angeles Times отметил, что фильм «какая-то яростная оппозиция», но сказал: «Что удивительного в этом невероятном фильме, так это то, что он преуспевает. Его настроения неизбежны, но присутствуют подлинная острота и пафос, а также видна всеобъемлющая искренность».
Дэвид Руни из Variety сказал, что фильм имел «смешанные результаты, с удивительной глубиной и остротой в работе Бениньи, но визуально, довольно плоская операторская работа Тонино Делли Колли».
Оуэн Глейберман из Entertainment Weekly дал картине оценку B-, назвав её «неоспоримым, своего рода подвигом в сочувствии жертвам Холокоста».
Специалист по истории кино Колин Маккейб особенно похвалил работу актёрского состава, в частности назвав исполнителя главной роли Роберто Бениньи «величайшим европейским комиком своего поколения».
Несмотря на солидный успех, многие критики и зрители выступали решительно против фильма. Роджер Эберт дал фильму три с половиной звезды, заявив: «В Каннах он оскорбил некоторых критиков использованием юмора в отношении Холокоста. Что может быть наиболее оскорбительным для всех, так это его обход политики в пользу простой человеческой изобретательности». Лидер евреев Италии Тулия Цви не поняла, нужно ли было переносить историю в эпоху нацистской Германии и рассказывать её на фоне Холокоста, поскольку последний на нём не отразился, и это был обычный фильм о любви и человечности в трудные времена. Были и более жёсткие оценки: Джеральд Пири в газете Boston Phoenix писал, что искажения Катастрофы в фильме «непростительно непристойны». Критик журнала Time Ричард Шикель озаглавил рецензию на фильм как «Фашистская басня» и написал, что излишняя сентиментальность в фильме похожа на сам фашизм, ибо подтупляет суждения и нравственность. Дейвид Денби из журнала The New Yorker назвал фильм «мягким отрицанием Холокоста», а Арт Шпигельман, наиболее известный как автор «Мауса», графического романа о страданиях его отца в Холокосте, нарисовал для того же журнала злобную карикатуру, которая заняла целую страницу и изображала заключённого немецкого концлагеря со статуэткой «Оскара» и надписью из рекламного постера «Станьте частью истории и самого успешного иностранного фильма всех времён» от Miramax.

### Касса
Картина была коммерчески успешной, заработав в Италии 48,7 миллиона долларов. Это был самый кассовый итальянский фильм в его родной стране вплоть до 2011 года.
В США и Канаде фильм собрал 57 563 264 $, во всём мире — 230 099 013 $.
В октябре 1999 года фильм стал самым успешным в истории Италии фильмом в принципе. Во многом это было связано с уже тогда гремевшей славой Роберто Бениньи как лучшего комического актёра, а также модой на фильмы о Холокосте. После окончания кинопроката фильм показали на ТВ в родной Италии, где он также побил все возможные на тот момент рекорды: в октябре 2001 года показ на Canale 5 добился внимания 16 миллионов человек, 54 % возможной тогда аудитории.

## Награды и номинации
Фильм выиграл более 40 фестивальных наград, в том числе:
| Дата церемонии      | Награда                                   | Категория                                                        | Результат |
| ------------------- | ----------------------------------------- | ---------------------------------------------------------------- | --------- |
| 13—24 мая 1998 года | Каннский кинофестиваль                    | Гран-при                                                         | Победа    |
| 13—24 мая 1998 года | Каннский кинофестиваль                    | Золотая пальмовая ветвь                                          | Номинация |
| 5 июля 1998 года    | «Давид ди Донателло»                      | Лучший фильм (Роберто Бениньи)                                   | Победа    |
| 5 июля 1998 года    | «Давид ди Донателло»                      | Лучшая режиссура (Роберто Бениньи)                               | Победа    |
| 5 июля 1998 года    | «Давид ди Донателло»                      | Лучший сценарий (Винченцо Черами и Роберто Бениньи)              | Победа    |
| 5 июля 1998 года    | «Давид ди Донателло»                      | Лучший продюсер (Эльда Ферри и Джанлуиджи Браски)                | Победа    |
| 5 июля 1998 года    | «Давид ди Донателло»                      | Лучшая мужская роль (Роберто Бениньи)                            | Победа    |
| 5 июля 1998 года    | «Давид ди Донателло»                      | Лучшая операторская работа (Тонино Делли Колли)                  | Победа    |
| 5 июля 1998 года    | «Давид ди Донателло»                      | Лучшая художественная постановка (Данило Донати)                 | Победа    |
| 5 июля 1998 года    | «Давид ди Донателло»                      | Лучший костюм (Данило Донати)                                    | Победа    |
| 5 июля 1998 года    | «Давид ди Донателло»                      | David scuola                                                     | Победа    |
| 5 июля 1998 года    | «Давид ди Донателло»                      | Лучшая мужская роль второго плана (Серджо Бини Бустрик)          | Номинация |
| 5 июля 1998 года    | «Давид ди Донателло»                      | Лучшая музыка (Никола Пьовани)                                   | Номинация |
| 5 июля 1998 года    | «Давид ди Донателло»                      | Лучший монтаж (Симона Пэгги)                                     | Номинация |
| 5 июля 1998 года    | «Давид ди Донателло»                      | Лучший звук (Туллио Морганти)                                    | Номинация |
| 9—18 июля 1998 года | Иерусалимский международный кинофестиваль | Лучший еврейский опыт                                            | Победа    |
| 6 марта 1999 года   | «Сезар»                                   | Лучший фильм на иностранном языке                                | Победа    |
| 21 марта 1999 года  | «Оскар»                                   | Лучшая мужская роль (Роберто Бениньи)                            | Победа    |
| 21 марта 1999 года  | «Оскар»                                   | Лучший саундтрек к драматическому фильму (Никола Пьовани)        | Победа    |
| 21 марта 1999 года  | «Оскар»                                   | Лучший фильм на иностранном языке — Италия                       | Победа    |
| 21 марта 1999 года  | «Оскар»                                   | Лучший фильм (Эльда Ферри и Джанлуиджи Браски)                   | Номинация |
| 21 марта 1999 года  | «Оскар»                                   | Лучший режиссёр (Роберто Бениньи)                                | Номинация |
| 21 марта 1999 года  | «Оскар»                                   | Лучший сценарий (Винченцо Черами и Роберто Бениньи)              | Номинация |
| 21 марта 1999 года  | «Оскар»                                   | Лучший монтаж (Симона Пэгги)                                     | Номинация |
| 11 апреля 1999 года | BAFTA                                     | Лучшая мужская роль (Роберто Бениньи)                            | Победа    |
| 11 апреля 1999 года | BAFTA                                     | Лучший фильм на иностранном языке — Италия                       | Номинация |
| 11 апреля 1999 года | BAFTA                                     | Лучший оригинальный сценарий (Винченцо Черами и Роберто Бениньи) | Номинация |